# Gao Xuefeng
Gao Xuefeng (chinesisch 高雪峰; * 22. März 1980 in Harbin) ist ein ehemaliger chinesischer Eisschnellläufer.

## Werdegang
Gao trat international erstmals bei den Winter-Asienspielen 2003 in Hachinohe in Erscheinung. Dort wurde er jeweils Neunter über 1500 m und 5000 m sowie Achter über 10000 m. In der Saison 2003/04 siegte er bei den chinesischen Meisterschaften im Großen-Vierkampf und nahm in Hamar erstmals am Eisschnelllauf-Weltcup teil, wobei er in der B-Gruppe den 18. Platz über 5000 m und den 43. Platz über 1500 m errang. Bei den Asienmeisterschaften 2004 in Chuncheon gewann er über 1500 m und 5000 m jeweils die Bronzemedaille. Im folgenden Jahr wurde er chinesischer Meister im Großen-Vierkampf und über 5000 m. Bei den Olympischen Winterspielen im Februar 2006 in Turin belegte er den 30. Platz über 1500 m und den 25. Rang über 5000 m. Nachdem er zu Beginn der Saison 2006/07 mit dem 11. Platz in der Teamverfolgung in Berlin sein bestes Ergebnis im Weltcup erringen konnte, gewann er bei den Asienmeisterschaften 2007 in Changchun jeweils die Bronzemedaille über 1500 m und 5000 m. Zudem errang er dort den vierten Platz über 10000 m und holte bei den Winter-Asienspielen 2007 die Silbermedaille über 1500 m. Über 1000 m wurde er dort Sechster und über 5000 m Fünfter. Bei den Einzelstreckenweltmeisterschaften 2007 in Salt Lake City kam er jeweils auf den 18. Platz über 5000 m und 1000 m sowie auf den 15. Rang über 1500 m. 
In den folgenden Jahren lief Gao bei den Asienmeisterschaften 2008 in Shenyang auf den 11. Platz über 10000 m sowie auf den achten Rang über 1500 m und bei den Olympischen Winterspielen 2010 in Vancouver auf den 34. Platz über 1500 m. Außerdem wiederholte er im Dezember 2009 in Calgary mit dem 11. Platz in der Teamverfolgung sein bestes Ergebnis im Weltcup. In der Saison 2010/11 belegte er bei den Asienmeisterschaften 2011 in Harbin den achten Platz über 10000 m, den siebten Rang über 5000 m sowie den fünften Platz über 1500 m und bei den Winter-Asienspielen 2011 in Astana den siebten Platz über 5000 m sowie jeweils den vierten Rang in der Teamverfolgung und über 1500 m. Seinen letzten Weltcup absolvierte er im Dezember 2011 in Heerenveen, welchen er in der B-Gruppe über 1500 m auf dem fünften Platz beendete.

## Erfolge

### Olympische Spiele
- 2006 Turin: 25. Platz 5000 m, 30. Platz 1500 m
- 2010 Vancouver: 34. Platz 1500 m

### Einzelstrecken-Weltmeisterschaften
- 2007 Salt Lake City: 15. Platz 1500 m, 18. Platz 1000 m, 18. Platz 5000 m

### Asienmeisterschaften
- 2004 Chuncheon: 5. Platz 5000 m, 5. Platz 10000 m
- 2007 Changchun: 3. Platz 5000 m, 3. Platz 1500 m, 4. Platz 10000 m
- 2008 Shenyang: 8. Platz 1500 m, 11. Platz 10000 m
- 2011 Harbin: 5. Platz 1500 m, 7. Platz 5000 m, 8. Platz 10000 m

### Winter-Asienspiele
- 2003 Hachinohe: 8. Platz 10000 m, 9. Platz 1500 m, 9. Platz 5000 m
- 2007 Changchun: 2. Platz 1500 m, 5. Platz 5000 m, 6. Platz 1000 m
- 2011 Astana: 4. Platz Teamverfolgung, 4. Platz 1500 m, 7. Platz 5000 m

## Persönliche Bestzeiten
| Disziplin | Zeit         | Datum              | Ort            |
| --------- | ------------ | ------------------ | -------------- |
| 500 m     | 37,05 s      | 6. Januar 2007     | Changchun      |
| 1000 m    | 1:09,45 min  | 10. März 2007      | Salt Lake City |
| 1500 m    | 1:45,74 min  | 4. März 2007       | Calgary        |
| 3000 m    | 3:46,97 min  | 30. September 2006 | Calgary        |
| 5000 m    | 6:26,68 min  | 22. Oktober 2006   | Calgary        |
| 10000 m   | 13:55,75 min | 28. November 2004  | Heerenveen     |